# 間瀬泰宏
間瀬 泰宏（ませ やすひろ、1958年7月23日 - ）は、映画プロデューサー（エグゼクティブ・プロデューサー）、テレビプロデューサー。東京音楽大学特任教授。

## 来歴
東京都目黒区生まれ。麻布中学校・高等学校、早稲田大学理工学部加藤研究室 (WABOT) 卒業。卒論は『ピアノ演奏ロボット』。部活はアメリカンフットボール部『バッカス』でワイドレシーバー。
早大在学中に、黒澤明組に所属。「三十騎の会」（黒澤組の制作チーム、30人、ジョージ・ルーカスも在籍）として、映画『影武者』に参加。その後、映画『連合艦隊』（松林宗恵監督）に参加。
1982年、TBS入社。TBSテレビ報道制作部に配属。
『情報デスクToday』では、飯島清、森田実、岸井成格をテレビ初起用。政局を人間ドラマとして分析。
『筑紫哲也ニュース23』では、井上陽水（最後のニュース）、桑田佳祐（ネオ・ブラボー!!）、小田和正（あなたを見つめて）、宇崎竜童（宇崎竜童 & RUコネクション with 井上堯之）、の音楽で、ニュース・情報番組を構成。全国47都道府県を巡り番組を生放送する『23キャラバン』を実施。特に、広島県・原爆ドーム、福岡県・嘉穂劇場、熊本県・熊本城、沖縄県・沖縄平和祈念堂は、大規模な中継となった。
『アメリカスカップ'92』（W司会：加山雄三、筑紫哲也、音楽：山下達郎）では、日本の国際ヨットレース初挑戦を1年間追った。
1997年、TBSテレビ映像事業部に転属。1999年、TBS初企画映画『秘密』をTBSテレビ単独製作。『秘密』のハリウッドリメイク『The Secret』は、リュック・ベッソンとの共同製作。
2009年、映画『おくりびと』にて、日本映画初のアメリカ・アカデミー賞外国語映画賞（現：国際長編映画賞）を受賞。
TBSテレビ編成局次長を経て、富川国際ファンタスティック映画祭 審査員、LDH pictures 取締役、LDH JAPAN エグゼクティブプロデューサー、東京音楽大学 特任教授。

## 主な作品

### 劇場映画

#### 製作総指揮・エグゼクティブプロデューサー
- 秘密（1999年）
- WASABI（2002年日・仏公開）
- 嫌われ松子の一生（2006年）
- The Secret（2007年米・仏公開、日本未公開）
- チーム・バチスタの栄光（2008年）
- おくりびと（2008年）
- ジェネラル・ルージュの凱旋（2009年）
- ランウェイ☆ビート（2011年）
- この道（2019年）[3]

#### プロデュース・プロデューサー
- ekiden 駅伝（2000年）
- 連弾（2001年）
- ウルトラマンコスモス THE FIRST CONTACT（2001年）
- ウルトラマンコスモス2 THE BLUE PLANET（2002年）
- 新世紀ウルトラマン伝説（2002年）
- ホーム・スイートホーム(2003年)
- 四日間の奇蹟（2005年）

#### 企画・その他
- アンドロメディア（1998年）
- 天使が見た夢（1999年）
- キス・オブ・ザ・ドラゴン（2001年日・米・仏公開）
- YAMAKASI（2001年日・仏公開）
- 陰陽師（2001年）
- 半落ち（2004年）
- たたら侍（2016年）
- パラレルワールド（2017年）
- MIFUNE: THE LAST SAMURAI（2018年）
- 記憶の技法（吉野朔実）（2020年）

#### スタッフ
- 野性の証明（1978年）
- 影武者（1980年）
- 連合艦隊（1981年）
- ハイティーン・ブギ（1982年）

### 舞台

#### プロデューサー
- おくりびと（2010年）

### テレビ番組

#### プロデューサー

##### ニュース・情報番組
- 筑紫哲也ニュース23（1989年 - 1992年）
- 総選挙特番 ～ 熱論240分！日本の壁と選択（1990年）
- ビッグモーニング（1992年 - 1994年）
- TBS放送センター火入れ特番 ～ 放送新時代へ 輝き！の瞬間（1994年）
- TBS放送センターオープニング特番 ～ 噂の放送センタースタート！番組キャスター総出演（1994年）

##### ドキュメンタリー
- 童謡・唱歌 ふるさとの情景 ～ 人間国宝 市橋とし子の世界 ～（1998年）
- トロワグロ ～ 至極のレシピ集―ミシュラン三ツ星30年の秘密（1998年）
- エル・ブジ ～ 至極のレシピ集―世界を席巻するスペイン料理界の至宝（2000年）
- ダル・ペスカトーレ ～ 至極のレシピ集―世界を魅了するイタリア料理の最高峰（2000年）
- 中国四大料理 ～ 至極のレシピ集―北京・上海・広東・四川 歴史と伝統の最先端中華料理（2000年）
- 中村宏治の海中探訪 ～ ちょっと底まで（2001年）
- 担ぐ！曳く！踊る！ 日本の祭（2001年）

##### ドラマ
- サクラ咲く（2016年）

##### スポーツ番組
- アメリカスカップ'92（1991年 - 1992年）

#### ディレクター

##### ニュース・情報番組
- 情報デスクToday（1984年 - 1989年）
- 総選挙特番（1986年）
- 年末特番 ～ 年間フラッシングToday（1986年、1987年、1988年）
- JNN28局祭り 日本全国私がエライ！爆笑おもしろ人間大賞（1993年）

##### ドキュメンタリー
- 85年夏！今、青春はコミケ！（1985年）

#### スタッフ

##### ドキュメンタリー
- 日曜ゴールデン特版 ～ 世界初公開！中国ハルピン監獄（1984年）
- 日曜ゴールデン特版 ～ 人は下着でつくられる（1985年）

##### ドラマ
- 淋しいのはお前だけじゃない（1982年）
- 親と子の誤算（1982年）
- いつもお陽さま家族（1982年）
- ふぞろいの林檎たち（1983年）
- 夏に恋する女たち（1983年）
- もういちど結婚（1983年）
- 無邪気な関係（1984年）
- セゾンスペシャル 月の川（1984年）